# Buskslægter
Buskslægter er de botaniske slægter, udelukkende eller næsten udelukkende rummer arter, der er buske. Slægter, mærket med asterisk (*), kan dog også udvikle træagtige former eller regulære træer.
| - Abelia - Aralie - Aucuba - Benved * - Berberis - Bjerglyng - nu at betragte som en sektion under Rododendron, se Rhododendron subgen. Azaleastrum sect. Sciadorhodion - Bjergte - Blærebælg - Bregnepors - Buddleja - Bukkelbær - Bukketorn - Buksbom * - Bynke - Bærmispel * - Bølle - Ceanothus * - Celaster * - Chamaebatiaria - Choisya * - Colletia - Cowania - Crinodendron * - Daboecia - Dafne - Diervilla - Drimys * - Dronningebusk - Druelyng - Dværgmispel * - Ene * - Enkianthus - Epigaea - Eriobotrya * - Eskallonia - Eucryphia) * - Fallugia - Fatsia - Fjerhalbusk * - Flaskerenser * - Forsythia - Fothergilla - Franklinia * - Fremontodendron - Fuchsia * - Garrya * - Gedeblad - Glasbær * - Gordonia * - Grevillea - Griselinia * - Gyvel * - Hakea * - Halimium - Hasselbror * - Havtorn * - Hebe - Hedelyng - Hibiscus * - Hoheria * - Hortensia - Hudsonia - Hvidtjørn * - Hyld * - Ildbusk * - Ildtorn - Indigo - Isop - Itea - Jamesia - Japankvæde - Jasmin - Kalmia - Kamelia * - Kanelbusk - Kantlyng - Konvalbusk * - Kornel * - Korsved * - Kristtorn * - Kvalkved * - Lagerstroemia * - Lapageria - Lavandel - Ledris - Leitneria * - Leptospermum * - Leycesteria - Liguster * - Linnaea - Lupin - Lyng - Læderløv - Lædertræ - Mahonie - Melbærris * - Microcachrys - Mispel * - Myricaria - Myrte * - Månefrø - Osmanthus * - Parykbusk * - Perikon - Perlebusk - Pibeved * - Pieris - Pil * - Poppelrose - Pors * - Post - Potentil - Pragtnæb - Pæon - Ranunkelbusk - Revling - Ribs - Rododendron * - Rose - Rosmarin - Rypelyng - Skumspiræa - Snebær - Sneflokketræ * - Sneklokketræ * - Soløje - Soløjetræ - Sommerlaurbær * - Sophora * - Stjerneanis * - Stjernetop - Surbær - Syren * - Sølvblad * - Te - Timian - Tornblad - Troldnød * - Trævalmue - Tørst * - Vedbend - Vinterblomst - Vinterbær * - Visse * - Ærtetræ * |